# Nouvion-le-Vineux
Nouvion-le-Vineux – miejscowość i gmina we Francji, w regionie Hauts-de-France, w departamencie Aisne.
Według danych na styczeń 2014 roku gminę zamieszkiwały 162 osoby, a gęstość zaludnienia wynosiła 45,9 osób/km².